# Tinteromus nigricornis
Tinteromus nigricornis är en insektsart som beskrevs av Carolina Godoy och Webb 1994. Tinteromus nigricornis ingår i släktet Tinteromus och familjen dvärgstritar. Inga underarter finns listade i Catalogue of Life.